# Sattva
Sattva (Devanāgarī: सत्त्व) és un terme sànscrit que significa en particular: existència, la realitat, la naturalesa, principi vital, la intel·ligència, la consciència, la veritat.
En la filosofia de samkhya, sattva (blanc) és una de les tres qualitats (guna) de la naturalesa, l'essència sagrada de la puresa i la veritat, la brillantor, l'element de lleugeresa de la transparència.